# Novosil
Novosil (del ruso: Новоси́ль) es una ciudad rusa, capital del raión homónimo en la óblast de Oriol.
En 2023, la ciudad tenía una población de 2938 habitantes. En su territorio no hay pedanías.
Está situada en la Meseta Central Rusa, en la orilla derecha del río Zusha, a 64 km (77 km por carretera) al sudeste de Oriol.

## Historia
Novosil es mencionada por primera vez en 1155, como una fortaleza llamada Itil. En la Edad Media fue sede de una de las ramas de la familia Rúrikovich. Se conoce como Novosil desde el siglo XIV. A principios del siglo XV, la ciudad cayó bajo el dominio del Gran Ducado de Lituania, aunque a finales de ese mismo siglo entró en los territorios del Gran Ducado de Moscú, convirtiéndose en una de sus fortalezas meridionales hasta el siglo XVII. Novosil alcanzó el estatus de ciudad en 1777, siendo centro administrativo de una serie de uyedz de la Gobernación de Tula.
En la Segunda Guerra Mundial, la ciudad fue tomada por las tropas alemanas el 13 de noviembre de 1941, siendo recapturada por las tropas soviéticas del frente de Briansk el 27 de diciembre del mismo año, en el marco de un contraataque en dirección a Oriol.
Desconectada de las rutas de tráfico importantes, la ciudad no se ha desarrollado mucho económicamente.

## Demografía
| 1897 | 1926 | 1939 | 1959 | 1970 | 1979 | 1989 | 1996 | 2002 | 2007 |
| ---- | ---- | ---- | ---- | ---- | ---- | ---- | ---- | ---- | ---- |
| 2900 | 2700 | 3300 | 2400 | 3000 | 3200 | 4200 | 4600 | 4017 | 3900 |

## Lugares de interés
Se conservan en Novosil una serie de edificios de los siglos XVIII y XIX, entre los que cabe destacar la Iglesia de la Madre de Dios (собор Божией Матери) de finales del siglo XVIII, la iglesia del Icono de Nuestra Señora de Kazán (Казанская церковь) de 1802 y viviendas de piedra del XIX.

## Economía
La ciudad es centro de producción agrícola, sector del cual tienen sede varias compañías.
La estación de ferrocarril más cercana es Zálegoshch, a 14 km de la línea abierta en 1870 entre Oriol-Yelets-Griazi.
Asimismo pasa por Novosil la carretera regional que une Oriol con Yefrémov.